# Адо-Экити
А́до-Э́кити (Адо, англ. Ado Ekiti) — город на юго-западе Нигерии, столица штата Экити. Основное население — йоруба. Имеется университет, телевидение, радиостанция. Город — торговый центр для окружающего региона, где растут ямс, табак, хлопок, просо, маниок.
Работают текстильная фабрика, предприятия по переработке какао-бобов. Развиты ремёсла.
В Адо-Экити есть стадион на 10 000 мест (названный в честь спринтера Олуйеми Кайоде) и команда третьего футбольного дивизиона.